# 赵李桥站
赵李桥站是一个京广线上的铁路车站，位于湖北省咸宁市赤壁市赵李桥镇，目前为四等站，邮政编码为437318。目前不办理客货运业务该站为京广铁路在湖北省境内最南端的车站。
1919年随粤汉铁路蒲圻至杨楼司段通车而开始运营:238，当地盛产的茶叶亦经由铁路外运。铁路将赵李桥镇分为东西两片，东面为集市和老街，西侧则为原铁路职工所用。车站随着铁路大提速而不再有旅客列车停靠，货运亦于2008年停办。